# Třešňový sad Hájecká
Třešňový sad Hájecká v Hostivaři v Praze je vysazen na návrší nad Hájeckým potokem u Retenční nádrže R3 Hájecký jižně od hráze Hostivařské přehrady při ulici K Jezeru a poblíž keltského hradiště Šance.

## Historie
Sad byl pravděpodobně založen ve 40. letech 20. století. Původně se rozkládal podél Hájeckého potoka od druhé retenční nádrže až po ústí potoka do Botiče. Přibližně třetinu z jeho původní rozlohy zabírá retenční nádrž Hájecká, východní část zatopila Hostivařská nádrž.
Celková obnova byla zahájena na jaře 2011. Po prořezání starých stromů bylo nově vysazeno 28 vysokokmenů třešní v deseti starých odrůdách, například Ladeho, Doupovská černá a Kaštánka.

## Parametry
- Celková rozloha: 0,58 ha
- Počet stromů: nově vysazených 28 (r. 2014), cílový počet 65
- Odrůdy - Třešně: Granát, Doupovská černá, Baltavarská, Droganova, Dönnisenova, Kaštánka, Germersdorfská, Moreau, Ladeho pozdní, Burlat
- Ovoce k natrhání: staré stromy již téměř neplodí, nové výsadby do plodnosti ještě nevstoupily (r. 2014)[1]